# 台湾の諸言語訳聖書

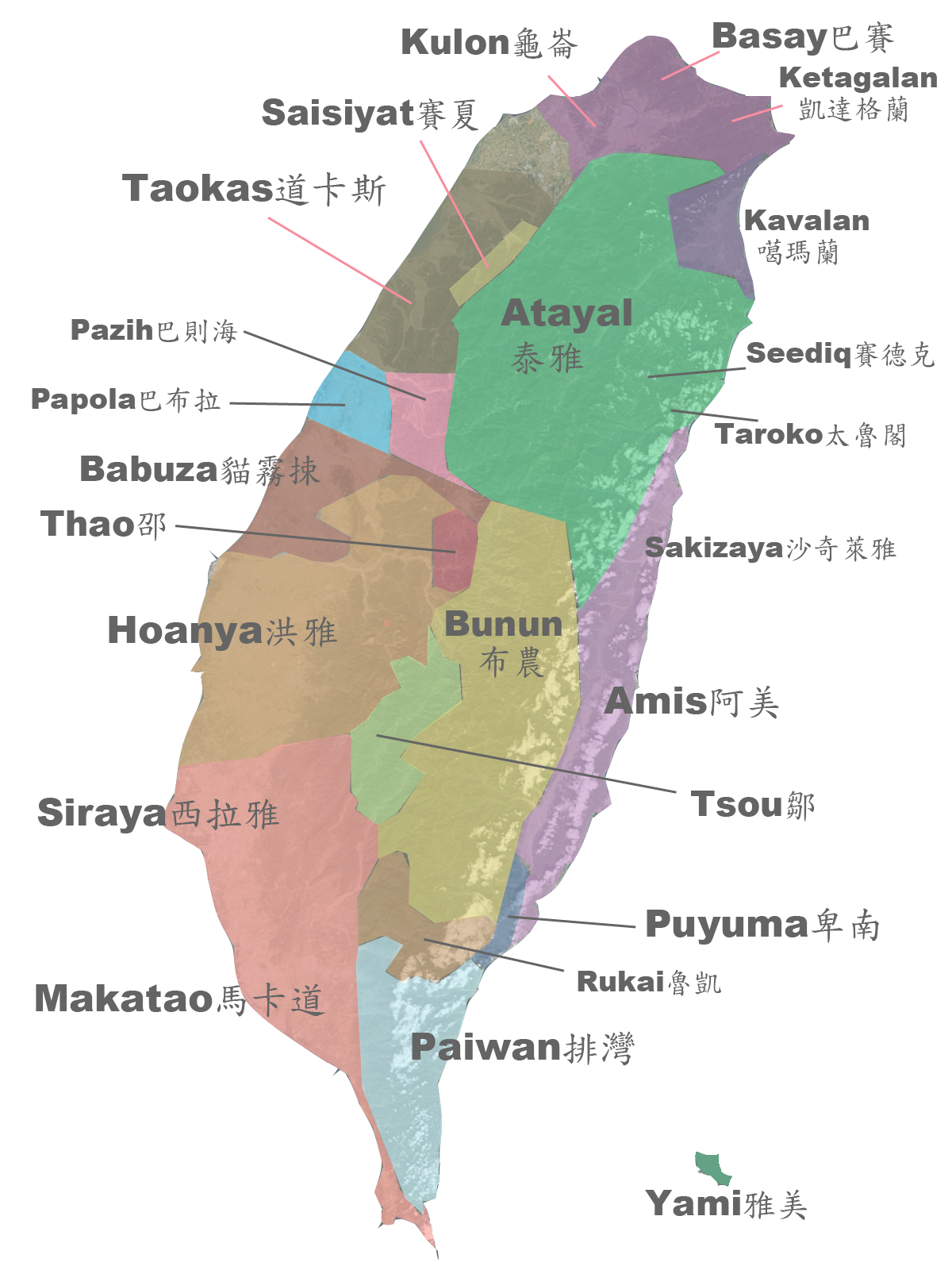
台湾諸語の分布

台湾の諸言語訳聖書（たいわんのしょげんごやくせいしょ、英語: Bible translations into the languages of Taiwan)ではキリスト教聖書の台湾で使われている中国語、台湾語、少数民族の諸言語への翻訳を扱う。

## 中国語
台湾では教育は中国語で行われていて、政府機関・大企業での事務は中国語で行われる。文字は中国本土のように簡体字・横書きでなく、繁体字・縦書きが好まれる。

## 台湾語
台湾語は閩南語（「閩」は中国福建省の略称）の方言であり、台湾の人たちの大部分は祖先が福建省南部の出身である。1916年、トマス・バークレイ（Thomas Barclay、中国語名：巴克禮）は新約聖書をローマ字表記で完成し、続いて1930年に旧約聖書を完成し、1933年には新・旧訳全書を出版し、これは後に『台語羅馬字聖經』（Amoy Romanized Bible）と呼ばれた。1996年、この聖書を漢字に直した『台語漢字本聖經』が台灣聖經公會（台湾聖書協会）から出版された。
| Translation                                  | ヨハネ 3:16 |
| -------------------------------------------- | --- |
| Taiwanese Bible Romanized Character Edition. | In-ūi Siōng-tè chiong to̍k-siⁿ ê Kiáⁿ siúⁿ-sù sè-kan, hō͘ kìⁿ-nā sìn I ê lâng bōe tîm-lûn, ōe tit-tio̍h éng-oa̍h; I thiàⁿ sè-kan kàu án-ni. |
| Taiwanese Bible Han Character Edition.       | 因為上帝將獨生的子賞賜世間，互見若信伊的人，[勿會]沈淪，會得著永活，伊疼世間到按呢。                                                    |

現在『現代台語譯本』をやはりローマ字で翻訳中で、新旧約全書が翻訳を終っているが、精査中である。

## 客家語
台湾にも客家が多く住んでおり、台北の公共交通機関では中国語、台湾語、英語、客家語の4か国語で案内が行われるほどである。客家語訳聖書は、1984年に開始されて、1993年『客語聖經-新約附詩篇』が出版され、2012年に漢字・ラテン文字対照の新旧約全書『客語聖經：現代台灣客語譯本』（Hakka Bible: Today's Taiwan Hakka Version）が出版された。

## アミ語
アミ族は台湾原住民の中で一番多いといわれていて、台湾東部一帯の花蓮県・台東県・屏東県に在住する。アミ語訳聖書は、はじめ1957年に注音符号で「雅各書」（ヨハネによる福音書）が出版されて、1963年以降はピン音に改めて、1997年には新旧約全書が出版された。

## その他の言語
パイワン族のパイワン語（1993年、新約）、ブヌン族のブヌン語（新約1983年、旧約2000年）、タイヤル族のタイヤル語（注音・漢字対象新約1974年、ピン音・漢字対象2003年）、タロコ族のタロコ語（新約1960年、新旧約2005年）、タオ族のタオ語（新旧約2005年）、ルカイ族のルカイ語（新約2001年）、ツォウ族のツォウ語（1999年以降翻訳開始）の聖書が翻訳されている。

## 参照項目
- 聖書翻訳
- 中国の少数民族
- 台湾の宗教
- 台湾のカトリック